# Eric Berntson
Pour les articles homonymes, voir Berntson.
Eric Arthur Berntson  (16 mai 1941-23 septembre 2018) est un homme politique provincial et fédéral canadien de la Saskatchewan. Il représente la circonscription de Souris-Cannington à titre de député du Parti progressiste-conservateur de la Saskatchewan de 1975 à 1990.

## Politique provinciale
Né à Oxbow en Saskatchewan, Berntson entame sa carrière politique avec son élection en 1975. Chef de l'Opposition officielle de 1979 à 1982, il représente le parti à l'Assemblée législative de la Saskatchewan alors que le nouveau chef progressiste-conservateur Grant Devine ne disposait pas de siège dans la législature.
Alors au pouvoir, Berntson occupe la fonction de vice-premier ministre du gouvernement Devine et en est son membre le plus influent, plus que le premier ministre lui-même.
En 1999, il est accusé d'avoir détourné des allocations gouvernementales entre 1987 et 1991 et doit purger un an de prison.

## Sénat du Canada
Nommé au Sénat du Canada par le premier ministre Brian Mulroney en septembre 1990, il est nommé grâce à la clause d'expansion, encore jamais utilisée jusqu'à ce moment, qui permettait d'ajouter deux membres supplémentaires par division sénatoriale régionale.
Il sert entre autres comme vice-chef de l'Opposition officielle au Sénat de 1994 à 1997, jusqu'au moment où il est accusé de fraude.
Berntson démissionne en février 2001, après que la Cour suprême du Canada le déboute dans sa tentative de faire tomber les accusations de fraude.
En mai 2008, il apparaît dans un enregistrement vidéo dans lequel le député progressiste-conservateur fédéral Tom Lukiwski profère des injures homophobes et dans lequel le premier ministre provincial en fonction Brad Wall se moque de l'ancien premier ministre Roy Romanow avec un accent ukrainien.
Berntson meurt à Ottawa en septembre 2018.